# Нагорная улица (Киев)
Нагорная улица (укр. Нагірна вулиця) — улица в Шевченковском районе города Киева. Пролегает от тупика до перекрёстка улиц Татарская и Половецкая, исторически сложившаяся местность (район) Татарка.
Примыкают Овручская улица, Смородиновый спуск, Нагорный переулок, Шишкинский переулок, переулок Айвазовского, улица Тропинина.

## История
Нагорная улица возникла в конце 19 века. До начала 1960-х годов улица начиналась от улиц Макаровской и Академика Ромоданова, но была сокращена из-за прокладки Подольского спуска и изменённого в связи с этим рельефа.
31 марта 1975 года Нагорная улица переименована на улица Петра Каркоца — в честь советского партийного деятеля, одного из руководителей киевского подполья Петра Кирилловича Каркоца, согласно Решению исполнительного комитета Киевского городского совета депутатов трудящихся № 302 «Про наименование и переименование улиц и площадей города Киева в честь городов-героев и героев Великой Отечественной войны» («Про найменування та перейменування вулиць і площ м. Києва на честь міст-героїв та героїв Великої Вітчизняної війни»).
6 сентября 1991 года улице было возвращено историческое название, согласно Решению исполнительного комитета Киевского городского совета народных депутатов № 561 «Про наименование улиц и возвращение улицам исторических названий» («Про найменування вулиць і повернення вулицям історичних назв»).

## Застройка
Улица пролегает в юго-восточном направлении. Парная и непарная стороны улицы заняты чередующимися малоэтажной (одно-двух-трёх-этажные дома) и многоэтажной жилой (5-9-11-этажные дома) застройкой, в конце — нежилой застройкой и учреждениями обслуживания.
Среди застройки сохранилось много домов начала 20 века (№№ 2, 4, 5, 7, 13/2, 14, 16/13, 17, 19). Есть примеры советской архитектуры 1940-1950-х годов (дом № 8/32) и сталинки 1956—1957 годов (дома №№ 6/31, 10).
Учреждения:
1. дом № 1 — Свято-Николаевская церковь
2. дом № 22 — Киевский институт автоматики
3. дом № 24 — Служба внешней разведки Украины

Памятник архитектуры:
1. дом № 8/32 — Дом работников кабельного завода — объект культурного наследия
2. дом № 14 — Особняк провизора И. Ф. Савранского — местного значения